# Troisième circonscription de Maine-et-Loire
La troisième circonscription de Maine-et-Loire est l'une des sept circonscriptions législatives françaises que compte le département de Maine-et-Loire (49) situé en région Pays de la Loire.

## Description géographique et démographique

### De 1958 à 1986
Le département avait six circonscriptions.
La troisième circonscription de Maine-et-Loire était composée de :
- canton de Baugé
- canton de Beaufort-en-Vallée
- canton de Durtal
- canton de Longué
- canton de Noyant
- canton de Saumur-Nord-Est
- canton de Saumur-Nord-Ouest
- canton de Seiches-sur-le-Loir

Source : Journal Officiel du 14-15 Octobre 1958.

### Depuis 1988
La troisième circonscription de Maine-et-Loire est délimitée par le découpage électoral de la loi no 86-1197 du 24 novembre 1986
, elle regroupe les divisions administratives suivantes :
- Canton d'Allonnes
- Canton de Baugé
- Canton de Beaufort-en-Vallée
- Canton de Durtal
- Canton de Longué-Jumelles
- Canton de Noyant
- Canton de Saumur-Nord
- Canton de Seiches-sur-le-Loir.

D'après le recensement général de la population en 1999, réalisé par l'Institut national de la statistique et des études économiques (INSEE), la population totale de cette circonscription est estimée à 86732 habitants,.

## Historique des députations
| Législature | Début de mandat   | Fin de mandat   | Député                    | Parti politique | Observations |
| ----------- | ----------------- | --------------- | ------------------------- | --------------- | --- |
| Ire         | 9 décembre 1958   | 9 octobre 1962  | Philippe Rivain           | UNR             | Mandat écourté à la suite d'une dissolution parlementaire décidée par Charles de Gaulle.                                                                                                 |
| IIe         | 6 décembre 1962   | 2 avril 1967    | Philippe Rivain           | UNR             | |
| IIIe        | 3 avril 1967      | 30 mai 1968     | Philippe Rivain           | UDR             | Mandat écourté à la suite d'une dissolution parlementaire décidée par Charles de Gaulle.                                                                                                 |
| IVe         | 11 juillet 1968   | 21 avril 1971   | Philippe Rivain           | UDR             | En raison de son décès le 21 avril 1971, remplacé par Paul Boudon (UDR). |
| IVe         | 21 avril 1971     | 1er avril 1973  | Paul Boudon               | UDR             | En raison de son décès le 21 avril 1971, remplacé par Paul Boudon (UDR). |
| Ve          | 2 avril 1973      | 2 avril 1978    | Paul Boudon               | Non inscrit     | |
| VIe         | 3 avril 1978      | 22 mai 1981     | Edmond Alphandéry         | UDF             | Mandat écourté à la suite d'une dissolution parlementaire décidée par François Mitterrand.                                                                                               |
| VIIe        | 2 juillet 1981    | 1er avril 1986  | Edmond Alphandéry         | UDF             | |
| VIIIe       | 2 avril 1986      | 14 mai 1988     | Aucun                     | Aucun           | Proportionnelle par département, pas de député par circonscription. Mandat écourté à la suite d'une dissolution parlementaire décidée par François Mitterrand.                           |
| IXe         | 23 juin 1988      | 1er avril 1993  | Edmond Alphandéry         | UDF             | |
| Xe          | 2 avril 1993      | 2 mai 1993      | Edmond Alphandéry         | UDF             | Remplacé à partir du 2 mai 1993 par Christian Martin à la suite de sa nomination au gouvernement Mandat écourté à la suite d'une dissolution parlementaire décidée par Jacques Chirac.   |
| Xe          | 2 mai 1993        | 21 avril 1997   | Christian Martin          | UDF             | Remplacé à partir du 2 mai 1993 par Christian Martin à la suite de sa nomination au gouvernement Mandat écourté à la suite d'une dissolution parlementaire décidée par Jacques Chirac.   |
| XIe         | 12 juin 1997      | 18 juin 2002    | Christian Martin,         | UDF,            | |
| XIIe        | 19 juin 2002      | 19 juin 2007    | Jean-Charles Taugourdeau, | UMP,            | |
| XIIIe       | 20 juin 2007      | 19 juin 2012    | Jean-Charles Taugourdeau  | UMP             | |
| XIVe        | 20 juin 2012      | 20 juin 2017    | Jean-Charles Taugourdeau  | UMP             | |
| XVe         | 21 juin 2017      | 31 juillet 2020 | Jean-Charles Taugourdeau  | LR              | Démission le 31 juillet 2020 pour cause de cumul des mandats. Sa suppléante Élisabeth Marquet présente également sa démission. Anne-Laure Blin lui succède après une élection partielle. |
| XVe         | 28 septembre 2020 |                 | Anne-Laure Blin           | LR              | Démission le 31 juillet 2020 pour cause de cumul des mandats. Sa suppléante Élisabeth Marquet présente également sa démission. Anne-Laure Blin lui succède après une élection partielle. |

## Historique des élections

### Élections de 1958
|                | Philippe Rivain élu | UNR            | 18 247 | 53,66  |  |  |  |
|                | Jean Bétinat        | SFIO           | 3 841  | 11,3   |  |  |  |
|                | Louis Asseray       | MRP            | 3 621  | 10,65  |  |  |  |
|                | Michel Devault      | UFF            | 3 043  | 8,95   |  |  |  |
|                | Roger Pivert        | PCF            | 2 813  | 8,27   |  |  |  |
|                | Jean Raguain        | Radsoc         | 2 440  | 7,18   |  |  |  |
|                |                     |                |        |        |  |  |  |
| Inscrits       | Inscrits            | Inscrits       | 49 336 | 100,00 |  |  |  |
| Abstentions    | Abstentions         | Abstentions    | 14 080 | 28,54  |  |  |  |
| Votants        | Votants             | Votants        | 35 256 | 71,46  |  |  |  |
| Blancs et nuls | Blancs et nuls      | Blancs et nuls | 1 251  | 3,55   |  |  |  |
| Exprimés       | Exprimés            | Exprimés       | 34 005 | 96,45  |  |  |  |

Le suppléant de Philippe Rivain était Paul Boudon, docteur vétérinaire, conseiller général, maire de Noyant.

### Élections de 1962
|                | Philippe Rivain sortant réélu | UNR-UDT        | 18 731 | 68,95  |  |  |  |
|                | Roger Pivert                  | PCF            | 3 415  | 12,57  |  |  |  |
|                | Stanislas du Boullay          | UFF            | 2 654  | 9,77   |  |  |  |
|                | Roger Bidet                   | SFIO           | 2 368  | 8,72   |  |  |  |
|                |                               |                |        |        |  |  |  |
| Inscrits       | Inscrits                      | Inscrits       | 48 598 | 100,00 |  |  |  |
| Abstentions    | Abstentions                   | Abstentions    | 20 280 | 41,73  |  |  |  |
| Votants        | Votants                       | Votants        | 28 318 | 58,27  |  |  |  |
| Blancs et nuls | Blancs et nuls                | Blancs et nuls | 1 150  | 4,06   |  |  |  |
| Exprimés       | Exprimés                      | Exprimés       | 27 168 | 95,94  |  |  |  |

Le suppléant de Philippe Rivain était Paul Boudon.

### Élections de 1967
|                | Philippe Rivain sortant réélu | UD-Ve          | 22 897 | 65,66  |  |  |  |
|                | Louis Cloarec                 | FGDS           | 6 311  | 18,1   |  |  |  |
|                | Roger Pivert                  | PCF            | 5 664  | 16,24  |  |  |  |
|                |                               |                |        |        |  |  |  |
| Inscrits       | Inscrits                      | Inscrits       | 45 455 | 100,00 |  |  |  |
| Abstentions    | Abstentions                   | Abstentions    | 8 929  | 19,64  |  |  |  |
| Votants        | Votants                       | Votants        | 36 526 | 80,36  |  |  |  |
| Blancs et nuls | Blancs et nuls                | Blancs et nuls | 1 654  | 4,53   |  |  |  |
| Exprimés       | Exprimés                      | Exprimés       | 34 872 | 95,47  |  |  |  |

Le suppléant de Philippe Rivain était Paul Boudon.

### Élections de 1968
|                | Philippe Rivain sortant réélu | UDR (URP)      | 24 026 | 69,37  |  |  |  |
|                | Jean-Claude Lijour            | FGDS (CIR)     | 4 481  | 12,94  |  |  |  |
|                | Roger Pivert                  | PCF            | 4 118  | 11,89  |  |  |  |
|                | Dominique Davant              | PSU            | 2 012  | 5,81   |  |  |  |
|                |                               |                |        |        |  |  |  |
| Inscrits       | Inscrits                      | Inscrits       | 47 444 | 100,00 |  |  |  |
| Abstentions    | Abstentions                   | Abstentions    | 11 480 | 24,2   |  |  |  |
| Votants        | Votants                       | Votants        | 35 964 | 75,8   |  |  |  |
| Blancs et nuls | Blancs et nuls                | Blancs et nuls | 1 327  | 3,69   |  |  |  |
| Exprimés       | Exprimés                      | Exprimés       | 34 637 | 96,31  |  |  |  |

Le suppléant de Philippe Rivain était Paul Boudon.

### Élections de 1973
| Candidat       | Candidat           | Parti                     | Premier tour | Premier tour | Second tour | Second tour |  |
| Candidat       | Candidat           | Parti                     | Voix         | %            | Voix        | %           |  |
| -------------- | ------------------ | ------------------------- | ------------ | ------------ | ----------- | ----------- |  |
|                | Paul Boudon élu    | Divers droite (Gaulliste) | 9 319        | 25,69        | 21 547      | 60,19       |  |
|                | Lucien Normandin   | PS (UGSD)                 | 6 122        | 16,88        | 14 251      | 39,81       |  |
|                | Claude Amis        | CDP (URP)                 | 6 026        | 16,61        | Retrait     | Retrait     |  |
|                | Émile Dufois       | PCF                       | 4 454        | 12,28        |             |             |  |
|                | Alain Richard      | MR                        | 3 677        | 10,14        |             |             |  |
|                | Arnold de Contades | RI                        | 3 105        | 8,56         |             |             |  |
|                | Bernard Guitton    | Divers droite             | 3 027        | 8,34         |             |             |  |
|                | Roger Sévillia     | FN                        | 545          | 1,5          |             |             |  |
|                |                    |                           |              |              |             |             |  |
| Inscrits       | Inscrits           | Inscrits                  | 48 159       | 100,00       | 48 157      | 100,00      |  |
| Abstentions    | Abstentions        | Abstentions               | 10 476       | 21,75        | 11 073      | 22,99       |  |
| Votants        | Votants            | Votants                   | 37 683       | 78,25        | 37 084      | 77,01       |  |
| Blancs et nuls | Blancs et nuls     | Blancs et nuls            | 1 408        | 3,74         | 1 286       | 3,47        |  |
| Exprimés       | Exprimés           | Exprimés                  | 36 275       | 96,26        | 35 798      | 96,53       |  |

Le suppléant de Pqul Boudon était Paul Thulasne,maire des Rosiers-sur-Loire.

### Élections de 1978
| Candidat       | Candidat                     | Parti            | Premier tour | Premier tour | Second tour | Second tour |  |
| Candidat       | Candidat                     | Parti            | Voix         | %            | Voix        | %           |  |
| -------------- | ---------------------------- | ---------------- | ------------ | ------------ | ----------- | ----------- |  |
|                | Edmond Alphandéry-Rivain élu | UDF (CDS)        | 12 105       | 28,42        | 26 251      | 60,59       |  |
|                | Paul Boudon sortant          | RPR              | 11 943       | 28,05        | Retrait     | Retrait     |  |
|                | Jacques Asseray              | PS               | 8 547        | 20,07        | 17 077      | 39,41       |  |
|                | Jean-Paul Plassard           | PCF              | 4 658        | 10,94        |             |             |  |
|                | Michel Grillault-Laroche     | Rad (Giscardien) | 2 328        | 5,47         |             |             |  |
|                | Jean Denis                   | MRG              | 1 714        | 4,02         |             |             |  |
|                | Gilles Barrault              | LO               | 1 297        | 3,05         |             |             |  |
|                |                              |                  |              |              |             |             |  |
| Inscrits       | Inscrits                     | Inscrits         | 53 798       | 100,00       | 53 796      | 100,00      |  |
| Abstentions    | Abstentions                  | Abstentions      | 10 038       | 18,66        | 9 567       | 17,78       |  |
| Votants        | Votants                      | Votants          | 43 760       | 81,34        | 44 229      | 82,22       |  |
| Blancs et nuls | Blancs et nuls               | Blancs et nuls   | 1 168        | 2,67         | 901         | 2,04        |  |
| Exprimés       | Exprimés                     | Exprimés         | 42 592       | 97,33        | 43 328      | 97,96       |  |

Le suppléant d'Edmond Alphandéry-Rivain était Christian Martin, conseiller régional, conseiller général, maire de Lué-en-Baugeois.

### Élections de 1981
|                | Edmond Alphandéry sortant réélu | UDF (CDS)      | 22 684 | 58,65  |  |  |  |
|                | Lucien Normandin                | PS             | 13 191 | 34,11  |  |  |  |
|                | Daniel Queyroi                  | PCF            | 2 799  | 7,24   |  |  |  |
|                |                                 |                |        |        |  |  |  |
| Inscrits       | Inscrits                        | Inscrits       | 56 295 | 100,00 |  |  |  |
| Abstentions    | Abstentions                     | Abstentions    | 17 081 | 30,34  |  |  |  |
| Votants        | Votants                         | Votants        | 39 214 | 69,66  |  |  |  |
| Blancs et nuls | Blancs et nuls                  | Blancs et nuls | 540    | 1,38   |  |  |  |
| Exprimés       | Exprimés                        | Exprimés       | 38 674 | 98,62  |  |  |  |

Le suppléant d'Edmond Alphandéry était Christian Martin.

### Élections de 1988
|                | Edmond Alphandéry sortant réélu | UDF (CDS) (URC)   | 23 851 | 60,54  |  |  |  |
|                | Jacques Percereau sortant       | PS                | 10 708 | 27,18  |  |  |  |
|                | Jean-René Peltier               | FN                | 1 669  | 4,24   |  |  |  |
|                | Édith Pauvert                   | PCF               | 1 582  | 4,02   |  |  |  |
|                | Alain Crémois                   | Divers écologiste | 1 297  | 3,29   |  |  |  |
|                | Christophe Lavernhe             | POE               | 292    | 0,74   |  |  |  |
|                |                                 |                   |        |        |  |  |  |
| Inscrits       | Inscrits                        | Inscrits          | 59 682 | 100,00 |  |  |  |
| Abstentions    | Abstentions                     | Abstentions       | 19 533 | 32,73  |  |  |  |
| Votants        | Votants                         | Votants           | 40 149 | 67,27  |  |  |  |
| Blancs et nuls | Blancs et nuls                  | Blancs et nuls    | 750    | 1,87   |  |  |  |
| Exprimés       | Exprimés                        | Exprimés          | 39 399 | 98,13  |  |  |  |

Le suppléant d'Edmond Alphandéry était Christian Martin.

### Élections de 1993
|                | Edmond Alphandéry sortant réélu | UDF (CDS)      | 23 150 | 56,27  |  |  |  |
|                | Jean-Charles Taugourdeau        | Divers droite  | 5 831  | 14,17  |  |  |  |
|                | Yves Letourneux                 | PS (ADFP)      | 4 082  | 9,92   |  |  |  |
|                | Jean-René Peltier               | FN             | 2 789  | 6,78   |  |  |  |
|                | Maryvonne Vigogne               | PCF            | 1 654  | 4,02   |  |  |  |
|                | Yves Lethielleux                | Les Verts (EÉ) | 1 653  | 4,02   |  |  |  |
|                | Jean-Michel Marchand            | SÉGA           | 1 288  | 3,13   |  |  |  |
|                | Odile Maak                      | LT-LNÉ         | 693    | 1,68   |  |  |  |
|                |                                 |                |        |        |  |  |  |
| Inscrits       | Inscrits                        | Inscrits       | 61 290 | 100,00 |  |  |  |
| Abstentions    | Abstentions                     | Abstentions    | 18 134 | 29,59  |  |  |  |
| Votants        | Votants                         | Votants        | 43 156 | 70,41  |  |  |  |
| Blancs et nuls | Blancs et nuls                  | Blancs et nuls | 2 016  | 4,67   |  |  |  |
| Exprimés       | Exprimés                        | Exprimés       | 41 140 | 95,33  |  |  |  |

Le suppléant d'Edmond Alphandéry était Christian Martin. Christian Martin remplaça Edmond Alphandéry, nommé membre du gouvernement, du 21 mars 1993 au 21 avril 1997.

### Élections de 1997
| Candidat       | Candidat                       | Parti          | Premier tour | Premier tour | Second tour | Second tour |  |
| Candidat       | Candidat                       | Parti          | Voix         | %            | Voix        | %           |  |
| -------------- | ------------------------------ | -------------- | ------------ | ------------ | ----------- | ----------- |  |
|                | Christian Martin sortant réélu | UDF (FD)       | 14 475       | 37,48        | 20 871      | 51,53       |  |
|                | Pierre Guibert                 | PS             | 11 684       | 30,25        | 19 632      | 48,47       |  |
|                | René Lacalmette                | FN             | 4 410        | 11,42        |             |             |  |
|                | Dannie Verger                  | PCF            | 2 600        | 6,73         |             |             |  |
|                | Emmanuel de Mandat-Grancey     | LDI (CNIP)     | 2 115        | 5,48         |             |             |  |
|                | Yves Le Thielleux              | Divers         | 1 151        | 2,98         |             |             |  |
|                | Jean-Louis Bousquet            | GÉ             | 1 150        | 2,98         |             |             |  |
|                | Élisabeth Trillon              | Les Verts      | 1 035        | 2,68         |             |             |  |
|                |                                |                |              |              |             |             |  |
| Inscrits       | Inscrits                       | Inscrits       | 61 103       | 100,00       | 61 102      | 100,00      |  |
| Abstentions    | Abstentions                    | Abstentions    | 18 887       | 30,91        | 17 751      | 29,05       |  |
| Votants        | Votants                        | Votants        | 42 216       | 69,09        | 43 351      | 70,95       |  |
| Blancs et nuls | Blancs et nuls                 | Blancs et nuls | 3 596        | 8,52         | 2 848       | 6,57        |  |
| Exprimés       | Exprimés                       | Exprimés       | 38 620       | 91,48        | 40 503      | 93,43       |  |

Le suppléant de Christian Martin était Jean-Charles Taugourdeau, RPR, conseiller général du canton de Beaufort-en-Vallée, maire de Beaufort-en-Vallée.

### Élections de 2002
| Candidat       | Candidat                     | Parti            | Premier tour | Premier tour | Second tour | Second tour |  |
| Candidat       | Candidat                     | Parti            | Voix         | %            | Voix        | %           |  |
| -------------- | ---------------------------- | ---------------- | ------------ | ------------ | ----------- | ----------- |  |
|                | Jean-Charles Taugourdeau élu | UMP              | 17 642       | 44,04        | 22 762      | 62,75       |  |
|                | Pierre Guibert               | PS               | 8 907        | 22,24        | 13 513      | 37,25       |  |
|                | René Lacalmette              | FN               | 3 051        | 7,62         |             |             |  |
|                | Olivier de La Bouillerie     | CPNT             | 3 051        | 7,62         |             |             |  |
|                | Frédéric Mortier             | MPF              | 1 595        | 3,98         |             |             |  |
|                | Elizabeth Trillon            | Les Verts        | 1 220        | 3,05         |             |             |  |
|                | Gwenaëlle Daviau             | PCF              | 1 052        | 2,63         |             |             |  |
|                | Vanessa Auroy                | LCR              | 953          | 2,38         |             |             |  |
|                | Brigitte Bellanger           | LO               | 859          | 2,14         |             |             |  |
|                | Emmanuel de Mandat-Grancey   | CNIP             | 598          | 1,49         |             |             |  |
|                | René-Guy Chedanne            | MÉI              | 432          | 1,08         |             |             |  |
|                | Claudia Vigneault            | Pôle républicain | 393          | 0,98         |             |             |  |
|                | Marguerite Demasles          | MNR              | 305          | 0,76         |             |             |  |
|                | Gilles Plouseau              | Divers           | 0            | 0            |             |             |  |
|                |                              |                  |              |              |             |             |  |
| Inscrits       | Inscrits                     | Inscrits         | 64 291       | 100,00       | 64 287      | 100,00      |  |
| Abstentions    | Abstentions                  | Abstentions      | 23 003       | 35,78        | 26 667      | 41,48       |  |
| Votants        | Votants                      | Votants          | 41 288       | 64,22        | 37 620      | 58,52       |  |
| Blancs et nuls | Blancs et nuls               | Blancs et nuls   | 1 230        | 2,98         | 1 345       | 3,58        |  |
| Exprimés       | Exprimés                     | Exprimés         | 40 058       | 97,02        | 36 275      | 96,42       |  |

La suppléante de Jean-Charles Taugourdeau était Élisabeth Marquet, agricultrice, maire de Jarzé.

### Élections de 2007
|                | Jean-Charles Taugourdeau sortant réélu | UMP            | 21 065 | 52,41  |  |  |  |
|                | Jean-Michel Marchand                   | PRG            | 8 911  | 22,17  |  |  |  |
|                | Stéphane Robin                         | UDF–MoDem      | 3 189  | 7,93   |  |  |  |
|                | René Lacalmette                        | FN             | 1 220  | 3,04   |  |  |  |
|                | Vanessa Auroy                          | LCR            | 1 213  | 3,02   |  |  |  |
|                | Élisabeth Trillon                      | Les Verts      | 1 138  | 2,83   |  |  |  |
|                | Roselyne Pichon                        | PCF            | 848    | 2,11   |  |  |  |
|                | Brigitte Bellanger                     | LO             | 635    | 1,58   |  |  |  |
|                | Jacky Bouchenoire                      | MPF            | 608    | 1,51   |  |  |  |
|                | René-Guy Chedanne                      | MÉI            | 451    | 1,12   |  |  |  |
|                | André Quinquenel                       | Divers         | 358    | 0,89   |  |  |  |
|                | Dany Rosier                            | PT             | 319    | 0,79   |  |  |  |
|                | Yves De Cadaran                        | MNR            | 238    | 0,59   |  |  |  |
|                |                                        |                |        |        |  |  |  |
| Inscrits       | Inscrits                               | Inscrits       | 67 733 | 100,00 |  |  |  |
| Abstentions    | Abstentions                            | Abstentions    | 26 430 | 39,02  |  |  |  |
| Votants        | Votants                                | Votants        | 41 303 | 60,98  |  |  |  |
| Blancs et nuls | Blancs et nuls                         | Blancs et nuls | 1 110  | 2,69   |  |  |  |
| Exprimés       | Exprimés                               | Exprimés       | 40 193 | 97,31  |  |  |  |

### Élections de 2012
| Candidat       | Candidat                               | Parti          | Premier tour | Premier tour | Second tour | Second tour |  |
| Candidat       | Candidat                               | Parti          | Voix         | %            | Voix        | %           |  |
| -------------- | -------------------------------------- | -------------- | ------------ | ------------ | ----------- | ----------- |  |
|                | Jean-Charles Taugourdeau sortant réélu | UMP            | 15 606       | 38,59        | 20 775      | 53,45       |  |
|                | Jean-Michel Marchand                   | PRG (PS)       | 13 244       | 32,75        | 18 095      | 46,55       |  |
|                | Jean-François de Brugière              | RBM (FN)       | 4 180        | 10,34        |             |             |  |
|                | Frédéric Mortier                       | Divers droite  | 3 196        | 7,90         |             |             |  |
|                | Alain Pagano                           | FG (PCF)       | 1 615        | 3,99         |             |             |  |
|                | Nathalie Bénard                        | EÉLV           | 1 029        | 2,54         |             |             |  |
|                | Claude Bernard                         | CpF (MoDem)    | 459          | 1,13         |             |             |  |
|                | Patrick Morineau                       | MPF            | 288          | 0,71         |             |             |  |
|                | Brigitte Bellanger                     | LO             | 270          | 0,67         |             |             |  |
|                | Joël Goarin                            | NPA            | 239          | 0,59         |             |             |  |
|                | Hubert Lardeux                         | POI            | 167          | 0,41         |             |             |  |
|                | Jocelyne Giabicani                     | AC             | 152          | 0,38         |             |             |  |
|                |                                        |                |              |              |             |             |  |
| Inscrits       | Inscrits                               | Inscrits       | 68 437       | 100,00       | 68 436      | 100,00      |  |
| Abstentions    | Abstentions                            | Abstentions    | 27 060       | 39,54        | 28 499      | 41,64       |  |
| Votants        | Votants                                | Votants        | 41 377       | 60,46        | 39 937      | 58,36       |  |
| Blancs et nuls | Blancs et nuls                         | Blancs et nuls | 932          | 2,25         | 1 067       | 2,67        |  |
| Exprimés       | Exprimés                               | Exprimés       | 40 445       | 97,75        | 38 870      | 97,33       |  |

### Élections de 2017
Les élections législatives françaises de 2017 ont eu lieu les dimanches 11 et 18 juin 2017.
|                                                                                 |                                                                                                   |                           |                           |                          |                          |
|                                                                                 |                                                                                                   | Premier tour 11 juin 2017 | Premier tour 11 juin 2017 | Second tour 18 juin 2017 | Second tour 18 juin 2017 |
|                                                                                 |                                                                                                   |                           |                           |                          |                          |
|                                                                                 |                                                                                                   | Nombre                    | % des inscrits            | Nombre                   | % des inscrits           |
| Inscrits                                                                        | Inscrits                                                                                          | 70 380                    | 100,00                    | 70 380                   | 100,00                   |
| Abstentions                                                                     | Abstentions                                                                                       | 34 797                    | 49,44                     | 38 753                   | 55,06                    |
| Votants                                                                         | Votants                                                                                           | 35 583                    | 50,56                     | 31 627                   | 44,94                    |
|                                                                                 |                                                                                                   |                           | % des votants             |                          | % des votants            |
| Bulletins blancs                                                                | Bulletins blancs                                                                                  | 552                       | 1,55                      | 2 033                    | 6,43                     |
| Bulletins nuls                                                                  | Bulletins nuls                                                                                    | 258                       | 0,73                      | 861                      | 2,72                     |
| Suffrages exprimés                                                              | Suffrages exprimés                                                                                | 34 773                    | 97,72                     | 28 733                   | 90,85                    |
|                                                                                 |                                                                                                   |                           |                           |                          |                          |
| Candidat Étiquette politique (partis et alliances)                              | Candidat Étiquette politique (partis et alliances)                                                | Voix                      | % des exprimés            | Voix                     | % des exprimés           |
|                                                                                 |                                                                                                   |                           |                           |                          |                          |
|                                                                                 | Anne Barrault La République en marche                                                             | 10 417                    | 29,96                     | 13 827                   | 48,12                    |
|                                                                                 | Jean-Charles Taugourdeau (député sortant) Les Républicains (Union des démocrates et indépendants) | 9 448                     | 27,17                     | 14 906                   | 51,88                    |
|                                                                                 | Patrice Lancien Front national                                                                    | 4 344                     | 12,49                     |                          |                          |
|                                                                                 | Georges Chabrier La France insoumise                                                              | 3 400                     | 9,78                      |                          |                          |
|                                                                                 | Frédéric Mortier Divers droite                                                                    | 2 564                     | 7,37                      |                          |                          |
|                                                                                 | Daphnée Raveneau Europe Écologie Les Verts                                                        | 1 541                     | 4,43                      |                          |                          |
|                                                                                 | Alexandre Leroy Parti radical de gauche (Parti socialiste)                                        | 1 483                     | 4,26                      |                          |                          |
|                                                                                 | Patrice Daviau Parti communiste français                                                          | 840                       | 2,42                      |                          |                          |
|                                                                                 | Hugues d'Argentré Divers droite (577-Les Indépendants)                                            | 323                       | 0,93                      |                          |                          |
|                                                                                 | Patricia Peillon Lutte ouvrière                                                                   | 254                       | 0,73                      |                          |                          |
|                                                                                 | Noëlle Blstyak Divers (Union populaire républicaine)                                              | 159                       | 0,46                      |                          |                          |
| Source : Ministère de l'Intérieur - Troisième circonscription de Maine-et-Loire |                                                                                                   |                           |                           |                          |                          |

### Élection partielle de 2020
Une élection législative partielle est organisée afin de pourvoir au remplacement de Jean-Charles Taugourdeau et de sa suppléante Élisabeth Marquet, démissionnaires. Le 27 septembre 2020, Anne-Laure Blin est arrivée en tête du second tour de la législative partielle avec 61,1 % des suffrages (7 329 voix), contre 38,9 % (4 658 voix) pour l’écologiste Daphnée Raveneau.

### Élections de 2022
| Résultats des élections législatives des 12 et 19 juin 2022 de la 3e circonscription du Maine-et-Loire |                          |                          |              |              |             |             |
| Candidat                                                                                               | Candidat                 | Parti et coalition       | Premier tour | Premier tour | Second tour | Second tour |
| Candidat                                                                                               | Candidat                 | Parti et coalition       | Voix         | %            | Voix        | %           |
| | Anne-Laure Blin          | LR (UDC)                 | 8 328        | 24,73        | 19 020      | 60,65       |
| | Véronique Roudévitch ,   | RÉV (NUPES)              | 7 803        | 23,18        | 12 342      | 39,35       |
| | Bernard Lahondès         | RN                       | 7 411        | 22,01        |             |             |
| | Simon Holley             | LREM (ENS)               | 7 290        | 21,65        |             |             |
| | Charles Babinet          | REC                      | 983          | 2,92         |             |             |
| | David Robert             | PRG                      | 954          | 2,83         |             |             |
| | Sylvie Baveret-André     | DLF (UPF)                | 483          | 1,43         |             |             |
| | Patricia Peillon         | LO                       | 417          | 1,24         |             |             |
| Votes valides                                                                                          | Votes valides            | Votes valides            | 33 669       | 97,32        | 31 362      | 93,14       |
| Votes blancs                                                                                           | Votes blancs             | Votes blancs             | 676          | 1,95         | 1 702       | 5,06        |
| Votes nuls                                                                                             | Votes nuls               | Votes nuls               | 251          | 0,73         | 607         | 1,80        |
| Total                                                                                                  | Total                    | Total                    | 34 596       | 100          | 33 671      | 100         |
| Abstention                                                                                             | Abstention               | Abstention               | 37 968       | 52,32        | 38 912      | 53,61       |
| Inscrits / participation                                                                               | Inscrits / participation | Inscrits / participation | 72 564       | 47,68        | 72 583      | 46,39       |

### Élections de 2024
| Candidat                 | Candidat                 | Parti et coalition       | Premier tour | Premier tour | Second tour | Second tour |  |
| Candidat                 | Candidat                 | Parti et coalition       | Voix         | %            | Voix        | %           |  |
| ------------------------ | ------------------------ | ------------------------ | ------------ | ------------ | ----------- | ----------- |  |
|                          | Édouard Bourgeault       | RN                       | 18 344       | 37,84        | 20 052      | 42,83       |  |
|                          | Anne-Laure Blin (Élue)   | LR                       | 11 572       | 23,87        | 26 768      | 57,17       |  |
|                          | Patrick Alexandre        | LFI (NFP)                | 9 656        | 19,92        | Retrait     | Retrait     |  |
|                          | Simon Holley             | HOR(ENS)                 | 8 168        | 16,85        |             |             |  |
|                          | Patricia Peillon         | LO                       | 741          | 1,53         |             |             |  |
|                          |                          |                          |              |              |             |             |  |
| Votes valides            | Votes valides            | Votes valides            | 48 481       | 66,64        | 46 820      | 64,34       |  |
| Votes blancs             | Votes blancs             | Votes blancs             | 918          | 1,84         | 2 139       | 4,31        |  |
| Votes nuls               | Votes nuls               | Votes nuls               | 470          | 0,94         | 702         | 1,41        |  |
| Total                    | Total                    | Total                    | 72 748       | 100          | 72 772      | 100         |  |
| Abstention               | Abstention               | Abstention               | 22 879       | 31,45        | 23 111      | 31,76       |  |
| Inscrits / participation | Inscrits / participation | Inscrits / participation | 49 869       | 68,55        | 49 661      | 68,24       |  |

Modèle:Résultat Législatives 2024, Maine-et-Loire 3

#### Département de Maine-et-Loire
- La fiche de l'INSEE de cette circonscription : « Tableaux et Analyses de la troisième circonscription de Maine-et-Loire », sur insee.fr, site de l'Institut national de la statistique et des études économiques (consulté le 10 juin 2007) [PDF]

- « Tous les députés du département de Maine-et-Loire depuis 1789 » [archive du 30 septembre 2007], sur assemblee-nationale.fr, site de l'Assemblée nationale française (consulté le 10 juin 2007)

- « Informations contentieuses sur le département de Maine-et-Loire (Élections législatives de 2002) », sur conseil-constitutionnel.fr, site du Conseil constitutionnel (consulté le 13 juin 2007)

#### Circonscriptions en France
- « Carte des circonscriptions législatives en France », sur assemblee-nationale.fr, site de l'Assemblée nationale française (consulté le 10 juin 2007)

- « Résultats électoraux officiels en France », sur interieur.gouv.fr, site du ministère de l'Intérieur (France) (consulté le 13 juin 2007)

- Description et Atlas des circonscriptions électorales de France sur http://www.atlaspol.com, Atlaspol, site de cartographie géopolitique, consulté le 13 juin 2007.